# Бланка Французька (герцогиня Австрії)
Бланка Французька (Бланш; фр. Blanche, нім. Blanca, 1278 — 1 березня 1305) — французька принцеса, в шлюбі герцогиня Австрійська і Штирійська. Перша дружина Рудольфа I, старшого сина короля Німеччини Альбрехта I.

## Життя
Бланка народилася у Парижі другою дитиною короля Франції Філіпа III і його другої дружини Марії Брабантської.

### Заручини
Ще до шлюбу Бланка була заручена чотири рази. Її перші заручини були з Жаном I, маркізом Намюрським, у вересні 1290 року. Її другі заручини відбулося 31 липня 1291 року з Едуардом, принцом Уельським, але замість цього він одружився з племінницею Бланки, Ізабеллою.
Її треті заручини відбулися в 1293 році, з батьком принца Уельського, королем Англії Едуардом I, який овдовів за три роки до цього. Едуард розірвав заручини свого сина з Бланкою, почувши про її красу, і послав емісарів, щоб домовитися про передбачуваний союз зі своїм зведеним братом, королем Франції Філіпом IV. Філіп погодився віддати Бланку Едуарду на таких умовах: між двома країнами буде укладено перемир'я і Едуард поступиться провінцією Гасконь Франції.
Едуард погодився і послав свого брата Едмунда Ланкастера забрати нову наречену, але Ланкастер виявив, що Бланка вже заручена з іншим. Натомість Філіп запропонував Едуарду її молодшу сестру Маргариту, якій на той час було всього 11 років. Едуард відмовився від руки Маргарити і натомість оголосив війну Франції. Через п'ять років Едуард і Філіп уклали перемир'я, згідно з яким Едуард одружився з Маргаритою (який було 16 років), отримав Гієнь і 15 тисяч фунтів стерлінгів як посаг нареченої.
Її четверті заручини в 1296 були з Жаном, сином Жана II, графа Голландії.

### Шлюб
Король Німеччини Альбрехт I прагнув встановити династичні відносини з французькою королівською династією. Він розпочав переговори з Паризьким двором близько 1295 року. Бланка стала дружиною Рудольфа, сина Альбрехта, 25 травня 1300 року; однак до Різдва вона не прибула до Вени. Австрійський двір був у захопленні її багатим посагом, а також відзначив її смак до розкоші та пишності. Герцогиня супроводжувала свого чоловіка в подорожі Штирією, де вона надавала підтримку домаганням Габсбургів.
Бланка народила Рудольфу мертвонароджену дочку в 1304 році і сина, який прожив менше двох років: ймовірно, його отруїли в березні 1306 року . Вона померла 1 березня 1305 можливо від ускладнень після викидня.
З 1784 року Бланка похована в Мінорітенкірхе у Відні. Після її смерті Рудольф одружився з польською принцесою Ельжбетою Рикс.